# Raïssa Bohatyrova
 (mai 2022).
Si vous disposez d'ouvrages ou d'articles de référence ou si vous connaissez des sites web de qualité traitant du thème abordé ici, merci de compléter l'article en donnant les références utiles à sa vérifiabilité et en les liant à la section « Notes et références ».
Raïssa Vassylivna Bogatyrova (ukrainien : Раїса Василівна Богатирьова) est une femme politique ukrainienne.
Elle fut ministre de la santé du Gouvernement Iouchtchenko, du Gouvernement Poustovoïtenko, du Gouvernement Azarov I et vice-première ministre dans ce gouvernement. De 2007 à 2012 elle fut secrétaire du Conseil de défense et de sécurité nationale d'Ukraine.
Elle fut aussi député de la Rada de mai 1990 à 1994 puis de mai 2000 à 2008.